# Mariano Gonzalvo
Mariano Gonzalvo, becenevén Marià, gyakran Gonzalvo III (Mollet del Vallès, 1922. március 22. – 2007. április 7., Barcelona) néhai katalán labdarúgó, középpályás.

## Családja
Két testvére, Juli (Gonzalvo I) és Josep (Gonzalvo III) szintén neves labdarúgók voltak a maguk korában. Mariano és Josep együtt szerepeltek az 1950-es vb-n is.

## Pályafutása
A Mollet del Vallès-ből származó Gonzalvo testvérek legfiatalabbja, Mariano első felnőttegyüttese a CE Europa volt. 1940-ben került a Barcelonához, azonban ekkor még nem tudott gyökeret ereszteni a csapatban, ugyanis egy évvel később az akkor másodosztályú Zaragozához szerződött, ahol bátyjával, Julival játszhatott együtt. Az év végén a Zaragoza feljutott az első osztályba.
Újabb egy idény után visszatért Barcelonába, és ezúttal már sikerült beverekednie magát a kezdő tizenegybe. Első összecsapása a „blaugrana” színeiben egy Sevilla elleni 4–2-es vereség volt. Végül tizenhárom szezonon keresztül játszott a katalán fővárosban, összesen 331 találkozón, melyeken 56 gólt szerzett. A gránátvörös-kékekkel (ezúttal már öccsével, mint csapattárs) öt bajnoki címet és három kupagyőzelmet ünnepelhetett. Az 1951-es döntőben a Real Sociedad ellen ő szerezte a harmadik gólt a 3–0-ra végződő találkozón. Pályafutása utolsó két évében a Lérida, majd a Condal játékosa volt, majd 1957-ben vonult vissza.
1946 és 1954 között a spanyol válogatottban is pályára lépett, összesen tizenhat alkalommal, valamint részt vett az 1950-es vb-n is. A spanyol mellett három barátságos meccsre meghívót kapott a katalán nemzeti tizenegybe is.

## Sikerei, díjai
- Bajnok: 1944-45, 1947-48, 1948-49, 1951-52, 1952-53
- Kupagyőztes: 1951, 1952, 1953
- Szuperkupa-győztes: 1945, 1949, 1952, 1953
- Latin kupa-győztes: 1949